# Takanobu Okabe
Takanobu Okabe (jap. 岡部 孝信, Okabe Takanobu; * 26. Oktober 1970 in Shimokawa, Hokkaidō) ist ein ehemaliger japanischer Skispringer.

## Werdegang
Er begann mit sieben Jahren mit dem Skispringen. Am 17. Dezember 1988 bestritt er in Sapporo sein erstes Weltcupspringen, wurde in den folgenden Jahren aber nur selten eingesetzt. Seine ersten Weltcuppunkte erreichte er so auch erst 1993; in diesem Jahr nahm er auch an der Nordischen Skiweltmeisterschaft in Falun teil und erreichte auf der Normalschanze den vierzehnten, auf der Großschanze den zwölften Platz. Am 11. März des Jahres schaffte er mit einem zweiten Rang beim Weltcupspringen in Lillehammer erstmals eine Podiumsplatzierung.
Bei den Olympischen Winterspielen 1994 in Lillehammer gewann er mit der japanischen Mannschaft die Silbermedaille. in der anschließenden Sommersaison gewann er die Gesamtwertung des erstmals ausgesprungenen Sommer-Grand-Prix. Bei der Weltmeisterschaft 1995 in Thunder Bay wurde er überraschend Weltmeister auf der Normalschanze, zudem gewann er mit der Mannschaft Bronze. Seinen ersten Sieg bei einem Weltcupspringen erreichte er am 7. Dezember 1996 im finnischen Kuusamo. Die meisten Siege gelangen ihm auf Skiflugschanzen – er gewann 1997 in Vikersund und Planica, im Jahr darauf in Tauplitz.
Im Gesamtweltcup erreichte Okabe 1993/94 den siebenten, im Jahr darauf den fünften und 1997/98 den vierten Rang. Mit der japanischen Mannschaft gewann er bei der Weltmeisterschaft 1997 in Trondheim noch einmal eine Silbermedaille, doch danach begann sein Stern zu sinken. Okabe ist ein recht zierlicher und kleinwüchsiger Springer, was ihm vor allem bei Aufwind und auf Flugschanzen Vorteile verschaffte. Nachdem die FIS beschloss, die zulässigen Skilängen der Athleten in Proportion zur Körpergröße zu berechnen, um diese anatomisch bedingten Wettbewerbsvorteile auszugleichen, musste Okabe mit erheblich verkürzten Skiern springen und fand fortan nur selten Anschluss an die Weltspitze.
Bei den Olympischen Winterspielen 1998 im heimischen Nagano wurde er dennoch in das japanische Aufgebot berufen. Auf der Großschanze erreichte er überraschend den sechsten Rang, und so wurde er auch in einer umstrittenen Entscheidung an Stelle Noriaki Kasais für die japanische Mannschaft nominiert, mit der er dann auch die Goldmedaille gewann.
In den folgenden Jahren konnte Okabe an seine Erfolge nur selten anknüpfen; häufig war er nicht einmal im Weltcupaufgebot, sondern wurde nur für den Continental Cup, die „Zweite Liga“ der Skispringer nominiert.
Seit der Saison 2004/05 war er jedoch wieder im Aufgebot der japanischen Mannschaft. In der Saison 2005/06 belegte er den sechsten Platz bei der Vierschanzentournee und mit 500 Punkten den zwölften im Gesamtweltcup. Zudem konnte er mit einigen guten Platzierungen wie zum Beispiel einem vierten Platz in Oberstdorf und zwei Podestplatzierungen in Sapporo wieder auf sich aufmerksam machen.
In der Saison 2006/07 war Okabe weniger erfolgreich und erreichte im Gesamtweltcup nur mehr Rang 52, konnte sich aber für die Weltmeisterschaft 2007 in Sapporo qualifizieren. Mit der japanischen Mannschaft gewann er an der Seite Noriaki Kasais, Daiki Itōs und Shōhei Tochimotos die Bronzemedaille im Mannschaftswettbewerb.
Nach einer ebenfalls schwachen Saison 2007/08 (Rang 63 mit 16 Punkten) hatte er zu Beginn der Saison 2008/2009 keinen Startplatz in der japanischen Weltcupmannschaft. Erst im Januar 2009 kam Okabe bei der Olympia-Generalprobe von Vancouver zu seinem ersten Einsatz. Durch konstante Platzierungen unter den besten 20 kehrte er ins japanische Team zurück und wurde schließlich auch für die Weltmeisterschaft 2009 nominiert. Dort gewann er wie schon 2007 Bronze mit der Mannschaft.
Am 10. März 2009 gewann er den Weltcup-Wettbewerb im finnischen Kuopio und hält seither mit 11 Jahren und 9 Tagen den Rekord für den längsten Zeitraum zwischen zwei aufeinanderfolgenden Weltcupsiegen. Außerdem wurde er mit 38 Jahren und 135 Tagen zum ältesten Sieger eines Weltcupspringens. Dieser Rekord bestand bis zum 11. Januar 2014, als Noriaki Kasai einen Skiflug-Weltcup am Kulm gewann. Okabe war mit 42 Jahren und 86 Tagen der älteste Athlet, der jemals an einem Weltcupspringen teilnahm, bis ihn Noriaki Kasai mit dem Antreten in der Saison 2014/15 auch bei diesem Rekord ablöste. Okabe stellte seinen Rekord am 20. Januar 2013 auf, als er bei seinem Heimbewerb in Sapporo antrat. Eine Woche zuvor hatte er beim Continental-Cup-Springen von derselben Schanze den zweiten Platz belegt – seine erste Podestplatzierung in diesem Wettbewerb nach vier Jahren. Okabe wurde für das japanische Team für die Vierschanzentournee 2013/14 nominiert. Somit stand er zum ersten Mal seit März 2010 außerhalb Japans im japanischen Weltcup-Team. Er scheiterte allerdings bei allen vier Tournee-Stationen an der Qualifikation und nahm daher an keinem Wettkampf teil.
Am 11. März 2014 kündigte er an, nach den Wettbewerben in Sapporo am 21. und 22. März seine Karriere beenden zu wollen. Nach dem Ausscheiden von Hiroya Saitō übernahm er dessen Trainerposten beim Team Snowbrand.

## Erfolge

### Weltcupsiege im Einzel
| Nr. | Datum            | Ort             | Typ         |
| --- | ---------------- | --------------- | ----------- |
| 1.  | 7. Dezember 1996 | Kuusamo         | Großschanze |
| 2.  | 8. Februar 1997  | Bad Mitterndorf | Flugschanze |
| 3.  | 22. März 1997    | Planica         | Flugschanze |
| 4.  | 1. März 1998     | Vikersund       | Flugschanze |
| 5.  | 10. März 2009    | Kuopio          | Großschanze |

### Weltcupsiege im Team
| Nr. | Datum           | Ort     | Typ         |
| --- | --------------- | ------- | ----------- |
| 1.  | 27. März 1993   | Planica | Großschanze |
| 2.  | 8. Februar 1997 | Lahti   | Großschanze |

### Grand-Prix-Siege im Einzel
| Nr. | Datum             | Ort          | Typ           |
| --- | ----------------- | ------------ | ------------- |
| 1.  | 28. August 1994   | Hinterzarten | Normalschanze |
| 2.  | 1. September 1994 | Predazzo     | Normalschanze |
| 3.  | 5. September 1994 | Stams        | Normalschanze |
| 4.  | 17. August 1997   | Trondheim    | Großschanze   |

### Continental-Cup-Siege im Einzel
| Nr. | Datum              | Ort     | Typ           |
| --- | ------------------ | ------- | ------------- |
| 1.  | 16. Januar 1994    | Sapporo | Großschanze   |
| 2.  | 20. September 1997 | Hakuba  | Großschanze   |
| 3.  | 15. Januar 1998    | Sapporo | Normalschanze |
| 4.  | 9. Januar 2009     | Sapporo | Normalschanze |
| 4.  | 11. Januar 2009    | Sapporo | Großschanze   |

## Statistik

### Weltcup-Platzierungen
| Saison  | Platz | Punkte |
| ------- | ----- | ------ |
| 1992/93 | 24.   | 029    |
| 1993/94 | 07.   | 529    |
| 1994/95 | 05.   | 821    |
| 1995/96 | 33.   | 151    |
| 1996/97 | 04.   | 941    |
| 1997/98 | 16.   | 385    |
| 1998/99 | 38.   | 102    |
| 1999/00 | 33.   | 130    |
| 2000/01 | 49.   | 057    |
| 2001/02 | 59.   | 018    |
| 2004/05 | 49.   | 057    |
| 2005/06 | 12.   | 500    |
| 2006/07 | 52.   | 042    |
| 2007/08 | 63.   | 016    |
| 2008/09 | 26.   | 227    |
| 2009/10 | 82.   | 002    |

### Grand-Prix-Platzierungen
| Saison | Platz | Punkte |
| ------ | ----- | ------ |
| 1994   | 01.   | 747    |
| 1995   | 12.   | 824    |
| 1996   | 07.   | 130    |
| 1997   | 04.   | 227    |
| 1998   | 22.   | 062    |
| 1999   | 21.   | 040    |
| 2001   | 50.   | 009    |
| 2005   | 49.   | 015    |
| 2006   | 27.   | 094    |
| 2007   | 38.   | 052    |
| 2008   | 66.   | 011    |
| 2009   | 66.   | 011    |
| 2013   | 84.   | 003    |

### Schanzenrekorde
| Ort                      | Land       | Weite               | aufgestellt am    | Rekord bis        |
| ------------------------ | ---------- | ------------------- | ----------------- | ----------------- |
| Trondheim                | Norwegen   | 119,0 m (HS: 140 m) | 13. März 1993     | 20. Februar 1994  |
| Lillehammer              | Norwegen   | 119,0 m (HS: 140 m) | 11. März 1993     | 11. März 1993     |
| Stams                    | Österreich | 110,5 m (HS: 115 m) | 5. September 1994 | 3. September 1995 |
| Murau                    | Österreich | 123,5 m (HS: 125 m) | 9. Januar 1995    | 18. Februar 1996  |
| Falun                    | Schweden   | 100,0 m (HS: 100 m) | 4. Februar 1995   | 13. März 1996     |
| Bad Mitterndorf/Tauplitz | Österreich | 205,0 m (HS: 225 m) | 8. Februar 1997   | 31. Januar 2003   |
| Vikersund                | Norwegen   | 194,0 m (HS: 225 m) | 1. März 1998      | 11. Februar 2000  |
| Kuopio                   | Finnland   | 120,0 m (HS: 127 m) | 3. März 1998      | 4. März 1998      |